# Brygada pancerna
Brygada pancerna (brygada czołgów) - najmniejszy związek taktyczny o charakterze ogólnowojskowym.
W wielu armiach świata występuje jako podstawowa jednostka organizacyjna wojsk pancernych, przeznaczona do działań bojowych w składzie dywizji lub samodzielnie. Manewrowość, siła ognia i uderzenia zapewniają jej bardzo dużą skuteczność w działaniach ofensywnych.
Składa się zazwyczaj z 2-3 batalionów czołgów (ponad 100), batalionu piechoty zmotoryzowanej (na transporterach opancerzonych), dywizjonu artylerii oraz pododdziałów zabezpieczenia bojowego i pododdziałów zapewniających dowodzenie, obsługę i zaopatrzenie.
Pierwsze brygady pancerne powstały w latach trzydziestych XX wieku jako samodzielne związki pancerne.